# Liste des stations de radio à Chypre
Cet article présente une liste non exhaustive des stations de radio à Chypre.

## Radios nationales

### Service public
La Société de radiodiffusion de Chypre (en grec : Ραδιοφωνικό Ίδρυμα Κύπρου, ΡIK — « Radiofoniko Idryma Kyprou », RIK) est le service de la radiodiffusion publique de Chypre.
- RIK 1er programme — en grec : Πρώτο Πρόγραμμα ΡΙΚ — (Nicosie) : depuis 1953 ; radio culturelle et éducative
- RIK 2e programme — en grec : Δεύτερο Πρόγραμμα ΡΙΚ — (Nicosie) : depuis 1953 ; programmation multilingue (turc, arménien, anglais) destinée aux Chypriotes turcs, Chypriotes arméniens et aux résidents de langue non-grecs (principalement anglophones)
- RIK 3e programme — en grec : Τρίτο Πρόγραμμα ΡΙΚ — (Nicosie) : depuis 1990 ; radio d'information, sports et divertissement
- RIK 4e programme — en grec : Τέταρτο Πρόγραμμα ΡΙΚ — (Nicosie) : depuis 2006 ; radio musicale en continu

### Radios privées
- Cyprus Radio
- Dance FM : depuis 1998
- Logos Radio (en) : depuis 1992
- National Radio 1 : depuis 2008
- Radio Astra (en) — Ράδιο Άστρα : depuis 1994
- Radyo Enerji : depuis 2004
- Radio Proto (en) — Ράδιο Πρώτο (Nicosie) : depuis 1990